# Palaeocarcharias stromeri
Palaeocarcharias stromeri — викопний вид акул, що існував в пізній юрі (150 млн років тому).

## Скам'янілості
Викопні рештки риби знайдені в Німеччині (в кар'єрах Зольнгофен та Айхштет) і Франції (кар'єр Керін).

## Опис
За зовнішнім виглядом вид схожий на сучасних килимових акул. Акула мала сплющене веретеноподібне тіло, що вказує на придонний спосіб життя. Проте її зуби схожі на зуби ламноподібних.